# 日本放送協会の沿革
この項目では、日本放送協会（NHK）の沿革について説明する。

## 時代区分について
便宜上、NHKの沿革を次のように区分した。
1. 放送3局時代（社団法人東京・大阪・名古屋各放送局）
2. 社団法人時代（放送3局の合同による社団法人日本放送協会設立から解散まで）
3. 特殊法人化後の昭和時代（特殊法人転換から昭和終焉まで）
4. 平成時代のうち20世紀（平成のスタートから2000年まで）
5. 21世紀のうちテレビ移行期（2001年から2011年7月24日まで）
6. 21世紀のうちテレビフルデジタル時代（2011年7月25日以降）

## 放送3局時代

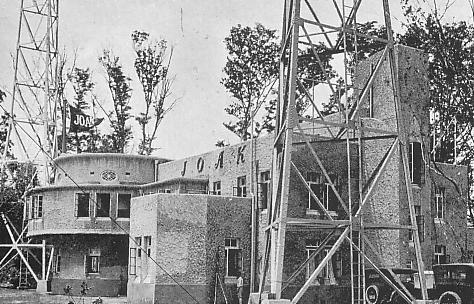
愛宕山当時の東京放送局。現在当地にはNHK放送博物館がある。

| 年   | 年   | 年   | 月 | 日 | 事柄                                                                                           |
| 西暦 | 和暦 | 和暦 | 月 | 日 | 事柄                                                                                           |
| 西暦 | 元号 | ~    | 月 | 日 | 事柄                                                                                           |
| ---- | ---- | ---- | -- | -- | ---------------------------------------------------------------------------------------------- |
| 1923 | 大正 | 12   | 12 | 20 | 放送用私設無線電話規則の公布（逓信省第九十八号）。                                             |
| 1924 | 大正 | 13   | 11 | 29 | 社団法人東京放送局設立（初代総裁：後藤新平、理事長：岩原謙三）。                               |
| 1925 | 大正 | 14   | 1  | 10 | 社団法人名古屋放送局設立。                                                                     |
| 1925 | 大正 | 14   | 2  | 28 | 社団法人大阪放送局設立。                                                                       |
| 1925 | 大正 | 14   | 3  | 1  | 東京放送局、芝浦の東京高等工芸学校の仮施設から「試験送信」の名義で中波によるラジオ放送を開始。 |
| 1925 | 大正 | 14   | 3  | 22 | 東京放送局、中波放送の仮放送（仮施設からの本放送）を9:30より開始。                             |
| 1925 | 大正 | 14   | 5  | 10 | 大阪放送局、高麗橋の三越大阪支店屋上の仮施設より中波放送の試験放送を開始。                     |
| 1925 | 大正 | 14   | 6  | 1  | 大阪放送局、中波放送の仮放送を開始。                                                           |
| 1925 | 大正 | 14   | 6  | 23 | 名古屋放送局、中波放送の試験放送を開始。                                                       |
| 1925 | 大正 | 14   | 7  | 12 | 東京放送局、芝の愛宕山より中波放送の本放送を開始。                                             |
| 1925 | 大正 | 14   | 7  | 15 | 名古屋放送局、中波放送の本放送を開始。                                                         |

## 社団法人時代

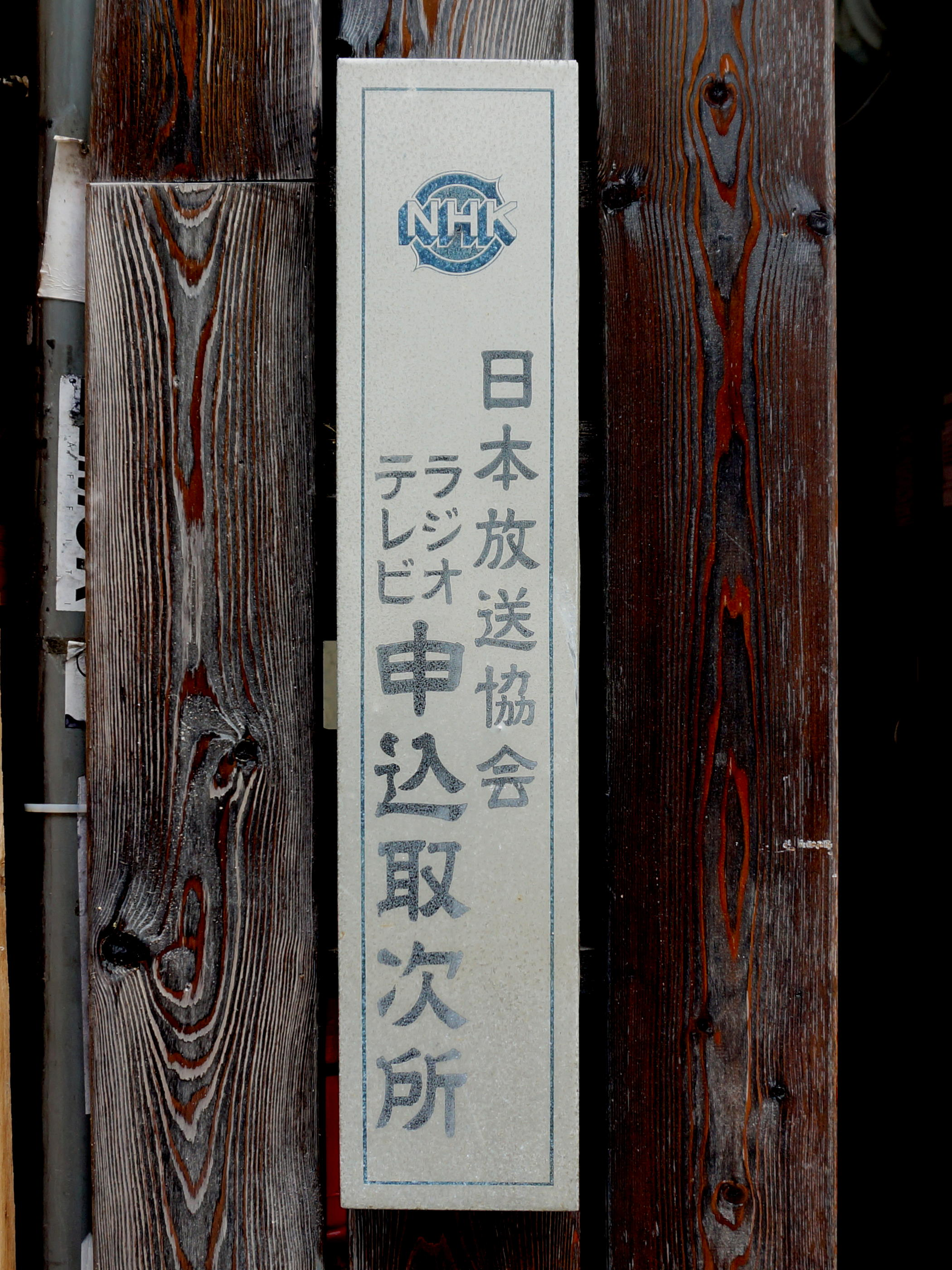
日本放送協会 ラジオテレビ申込取次所

| 年   | 年   | 年   | 月  | 日 | 事柄 |
| 西暦 | 和暦 | 和暦 | 月  | 日 | 事柄 |
| 西暦 | 元号 | ~    | 月  | 日 | 事柄 |
| ---- | ---- | ---- | --- | -- | --- |
| 1926 | 大正 | 15   | 8   | 6  | 社団法人日本放送協会の設立総会開催。時の逓信大臣・安達謙蔵の指名により、東京放送局理事長の岩原謙三を初代会長に決定。 |
| 1926 | 大正 | 15   | 8   | 20 | 東京・大阪・名古屋放送局の3法人が解散、社団法人日本放送協会が発足（施設や従業員など一切を継承）。各放送局はそれぞれ関東・関西・東海支部となる（放送時の呼称は「中央放送局」）。 |
| 1926 | 大正 | 15   | 12  | 1  | 大阪中央放送局、中波放送の本放送を開始。 |
| 1926 | 大正 | 15   | 12  | -  | 15日より「聖上御容体」「臨時ニュース」と題し、通常の放送時間を延長して大正天皇の病状を放送。16日からは娯楽演芸番組を中止、24日夜以降は一般講演番組も中止。 |
| 1926 | 昭和 | 元年 | 12  | 25 | この日の未明、大正天皇崩御を速報（東京2:54、大阪・名古屋3:00）。時報・ニュース・天気予報以外の放送を中止。 |
| 1927 | 昭和 | 2    | 5~6 |    | 地方支部を相次いで設置（5月21日：九州支部（熊本）、6月3日：中国支部（広島）、6月9日： 東北支部（仙台）、6月20日：北海道支部（札幌））。 |
| 1927 | 昭和 | 2    | 8   | 13 | 大阪中央放送局、全国中等学校優勝野球大会を甲子園球場から中継。担当は魚谷忠アナウンサー。スポーツ実況中継の初め（22日まで）。 |
| 1927 | 昭和 | 2    | 10  | 15 | 東京中央放送局、東京六大学野球中継放送開始（早大-明大2回戦から） |
| 1927 | 昭和 | 2    | 12  | 31 | 年越し番組『除夜の鐘』を放送開始。番組は後に『ゆく年くる年』に改題、現在も続く日本最古の現役番組となっている。 |
| 1928 | 昭和 | 3    | 1   | 12 | 東京中央放送局、大相撲春場所の実況を東京市本所区両国の旧国技館から中継、相撲放送の初め（22日まで）。 |
| 1928 | 昭和 | 3    | 6~7 |    | 各地方支部が放送開始（6月5日：札幌、6月16日：仙台・熊本、7月6日：広島）。 |
| 1928 | 昭和 | 3    | 11  | 1  | 『ラジオ体操』の放送開始。 |
| 1928 | 昭和 | 3    | 11  | 5  | 全国中継放送を開始（仙台-東京-名古屋-大阪-広島-熊本間は中継線、仙台-札幌間は無線中継）。 |
| 1928 | 昭和 | 3    | 11  | 6  | 昭和天皇即位の大礼の模様を逐次中継放送（27日まで）。 |
| 1930 | 昭和 | 5    | 2   | 9  | ロンドン海軍軍縮会議における若槻禮次郎首相の演説を同時放送。初の国際中継放送。 |
| 1930 | 昭和 | 5    | 6   | 1  | 技術研究所（現：NHK放送技術研究所）、東京府北多摩郡砧村（現：世田谷区砧）に設立、テレビジョンの研究などを開始。 |
| 1930 | 昭和 | 5    | 6   | 15 | 大阪中央放送局、天王寺公園に公衆用聴取施設「ラジオ塔」を設置。その後1943年までに、全国に順次設置。 |
| 1931 | 昭和 | 6    | 4   | 6  | 東京中央放送局、第二放送（中波）を開始。 |
| 1932 | 昭和 | 7    | 11  | 22 | 録音盤を用いた初の収録放送。 |
| 1933 | 昭和 | 8    | 1   | 1  | この日より時報が自動化。 |
| 1933 | 昭和 | 8    | 6   | 26 | 大阪・名古屋両中央放送局、第二放送（中波）を開始。 |
| 1933 | 昭和 | 8    | 7   | 25 | 札幌-仙台間の中継線開通。 |
| 1934 | 昭和 | 9    | 5   | 16 | 支部制を廃止。本部（東京）の下に全国6中央放送局を置き、支所を放送局とした（放送局数28＝第1放送25＋第2放送3）。 |
| 1935 | 昭和 | 10   | 4   | 15 | この日より学校放送が全国ネット化。 |
| 1935 | 昭和 | 10   | 6   | 1  | アメリカ向け海外放送「ラジオ・トウキョウ」を開始。現在の国際放送「NHKワールド（NHKワールド・ラジオ日本）」は、この日を放送開始日としている。 |
| 1935 | 昭和 | 10   | 12  | 20 | 東京放送会館、東京府東京市麹町区内幸町にて着工。 |
| 1936 | 昭和 | 11   | 2   | 9  | 名古屋中央放送局、初の職業野球中継。 |
| 1936 | 昭和 | 11   | 6   | 1  | 『国民歌謡』の放送を開始。 |
| 1937 | 昭和 | 12   | 6   | 1  | 加入者が300万を突破し記念祝賀会を挙行。 |
| 1938 | 昭和 | 13   | 12  | 20 | 東京放送会館、竣工。 |
| 1939 | 昭和 | 14   | 5   | 13 | 東京放送会館演奏所設備の使用を開始。運用開始祝いを兼ね、技術研究所のテレビジョン実験局、初めてテレビ電波を発射し、放送会館で受像公開。 |
| 1939 | 昭和 | 14   | 7   | 1  | 第一放送・第二放送を全国放送・都市放送と改称。 |
| 1939 | 昭和 | 14   | 8   | 19 | 東京・三越の「興亜逓信展覧会」でテレビ送受信実験を一般公開。 |
| 1940 | 昭和 | 15   | 4   | 13 | テレビ実験にて、テレビドラマ『夕餉前』を技術研究所より放送、放送会館など数か所で受像公開。日本で初めて制作されたテレビドラマであり、同14日と20日にも再演された。 |
| 1941 | 昭和 | 16   | 1   | 29 | 「日伊定期文化交換放送ニ関スル日本放送協会伊太利放送協会間協定」（日伊放送協定）締結。 |
| 1941 | 昭和 | 16   | 9   | 24 | パラオ放送局開局（短波放送のみ）。 |
| 1941 | 昭和 | 16   | 12  | 8  | 太平洋戦争開戦。ラジオは7時に大本営発表を報じる臨時ニュースを放送。この日以降終戦まで、都市放送（第二放送）を停波し、気象通報・天気予報を中止。 * 当時のニュース速報の録音が残っている。この時に鳴らされた告知チャイムは、2018年現在の緊急放送チャイムと同様の音階が用いられている（一部で「軍艦行進曲」が流れたとされているが誤り）。 |
| 1941 | 昭和 | 16   | 12  | 9  | 放送電波管制発令（送信出力低減、同一周波数放送）。 |
| 1941 | 昭和 | 16   | 12  | 26 | 豊原放送局開設、正式に放送開始。 |
| 1942 | 昭和 | 17   | 4   | 18 | この日初めてラジオが空襲警報を伝える。 |
| 1943 | 昭和 | 18   | 9   | 5  | 『連続放送劇 宮本武蔵』の放送を開始。 |
| 1943 | 昭和 | 18   | 11  | 12 | 東京放送局が仮放送を開始した3月22日を「放送記念日」に制定。 |
| 1944 | 昭和 | 19   | 8   | 1  | パラオ放送局、空襲による放送設備破壊のため7月以降放送を休止し、この日付けで閉鎖。 |
| 1945 | 昭和 | 20   | 8   | 15 | 昭和天皇による「終戦の詔書」の音読を、レコード規格の録音盤による収録素材を用いて放送（玉音放送）。 |
| 1945 | 昭和 | 20   | 8   | 22 | 1941年以来休止されていた天気予報が再開される。 |
| 1945 | 昭和 | 20   | 9   | 1  | 第二放送（都市放送）が放送を再開。また第一放送も周波数が戦前のものに戻る。 |
| 1945 | 昭和 | 20   | 9   | 4  | 連合国軍最高司令官指令（SCAPIN）により、海外放送のうち外国語放送を停止。 |
| 1945 | 昭和 | 20   | 9   | 5  | 東京放送会館、米太平洋陸軍総司令部（GHQ/AFPAC ジー・エイチ・キュー・アフパック）に、この日より数週間かけて接収される。 |
| 1945 | 昭和 | 20   | 9   | 10 | 上記SCAPINにより、海外向け日本語放送が停止。 |
| 1945 | 昭和 | 20   | 9   | 23 | 米軍放送「AFRS」が東京・大阪・名古屋のNHK施設などを使って放送開始される（通称「第三放送」、後述）。同日、NHKによるAFRSへの放送役務提供開始（1954年8月9日終了）。 |
| 1945 | 昭和 | 20   | 10  | 2  | 連合国軍最高司令官総司令部（GHQ/SCAP ジー・エイチ・キュー・スキャップ）が発足。東京放送会館内にGHQ部局として民間情報教育局（CIE）・民間検閲支隊（CCD）が置かれる。 |
| 1945 | 昭和 | 20   | 11  | 16 | 大相撲秋場所を国技館から中継。スポーツ実況中継復活（26日まで）。 |
| 1945 | 昭和 | 20   | 12  | 31 | NHK紅白歌合戦の源流となる『紅白音楽試合』放送。「合戦」の語が用いられなかったのはこの呼称が封建的だとしてGHQに許可されなかったため。 |
| 1946 | 昭和 | 21   | 1   | 19 | 現在まで続く長寿番組『NHKのど自慢』放送開始（当時の番組名は『のど自慢素人音楽会』）。 |
| 1946 | 昭和 | 21   | 3   | 4  | 日本放送協会、放送で呼出名称として「NHK」を使用開始。 |
| 1946 | 昭和 | 21   | 3   | 14 | この日から4月8日まで、初の政見放送を実施。 |
| 1946 | 昭和 | 21   | 10  | 5  | この日従業員組合が全面ストライキに入ったことにともない、8日、逓信省が放送国家管理を実施（10月25日まで）。 |
| 1947 | 昭和 | 22   | 7   | 1  | ラジオドラマ『鐘の鳴る丘』放送開始。 |
| 1947 | 昭和 | 22   | 9   | 1  | この日『ラジオ体操』が終了。1951年に動きを新しくして再開。 |
| 1947 | 昭和 | 22   | 10  | 5  | バラエティ番組『日曜娯楽版』放送開始。 |
| 1948 | 昭和 | 23   | 6   | 4  | 戦後初のテレビ公開実験。 |
| 1948 | 昭和 | 23   | 7   | 1  | ラジオ第2放送に独自のコールサインを割り当て。 |

### 第三放送
終戦時、NHKの放送設備の一部は進駐軍に接収され、アメリカ合衆国式の「W」または「A」で始まるコールサインによる占領軍向け英語放送が行われた。NHKが設備の保守管理を行ったことから、この放送はNHK内部では「第三放送」と呼ばれた。日本の再独立によって放送設備の接収が解かれたのにともない、「NHK第三放送」は終了したが、在日米軍施設の残る一部地域では、周波数は返還されず、米軍所有の施設からの直接放送として継続されることとなり、のちのAFNの前身となった。

## 特殊法人化後の昭和時代
| 年   | 年   | 年   | 月        | 日        | 事柄 |
| 西暦 | 和暦 | 和暦 | 月        | 日        | 事柄 |
| 西暦 | 元号 | ~    | 月        | 日        | 事柄 |
| ---- | ---- | ---- | --------- | --------- | --- |
| 1950 | 昭和 | 25   | 5         | 2         | 放送法（昭和25年法律第132号）公布。 |
| 1950 | 昭和 | 25   | 6         | 1         | 放送法施行。同法に基づき、社団法人日本放送協会の一切の権利義務を継承した特殊法人としての日本放送協会成立。社団法人日本放送協会は解散。 |
| 1950 | 昭和 | 25   | 11        |           | 東京でテレビの試験放送を開始（週2日、一日3時間）。送信所は現在千代田放送会館がある千代田区紀尾井町だった。 |
| 1951 | 昭和 | 26   | 1         | 3         | 『紅白音楽試合』改め『NHK紅白歌合戦（第1回）』放送。第3回までは正月番組として放送された。 |
| 1951 | 昭和 | 26   | 6         | 3         | 初のテレビ実況中継の実験（後楽園球場から日本橋三越へ野球を中継）。 |
| 1952 | 昭和 | 27   | 1         | 23        | 初の国会中継。 |
| 1952 | 昭和 | 27   | 2         | 1         | 海外向け放送（国際放送）を再開（呼称は「ラジオ日本（ラジオニッポン、Radio Japan）」）。 |
| 1952 | 昭和 | 27   | 4         | 10        | ラジオドラマ『君の名は』放送。 |
| 1952 | 昭和 | 27   | 8         | 8         | ラジオ受信契約1000万突破。 |
| 1952 | 昭和 | 27   | 12        | -         | 東京第1及び第2放送を使った中波2波による「立体放送」（ステレオ放送）開始。試験放送が同月5～7日、20日に最初の番組『土曜コンサート』を東京ローカルで放送。翌年2月28日から全国放送になる。 |
| 1953 | 昭和 | 28   | 2         | 1         | 東京でアナログ総合テレビの本放送を開始（当時は3ch）。送信所は現在千代田放送会館がある千代田区紀尾井町だった。 |
| 1953 | 昭和 | 28   | 6         | 4         | テレビでの大相撲中継開始。 |
| 1953 | 昭和 | 28   | 12        | 31        | 第4回NHK紅白歌合戦を開催。この回から現在の大晦日開催に変更され、テレビでの放送も開始。 |
| 1954 | 昭和 | 29   | 4         | 1         | テレビでの高校野球中継開始。 |
| 1954 | 昭和 | 29   | 10        | 16        | テレビでのキネレコの稼働を開始。同日の東京・歌舞伎座の舞台を録画し、4日後(10月20日)にテレビで放送した。 |
| 1954 | 昭和 | 29   | 11        | 13        | NHK第1・第2放送の2波を使って、世界初のステレオ放送（立体放送）による定時番組『立体音楽堂』放送開始。 |
| 1956 | 昭和 | 31   | 12        | 20        | UHF帯を使った、カラーテレビの実験局を開局。 |
| 1957 | 昭和 | 32   | 12        | 24        | 東京局にてラジオFM放送の実験放送を同日19時に開始。 |
| 1957 | 昭和 | 32   | 12        | 28        | 東京のアナログ総合テレビに於いて、カラーテレビジョンの実験放送を開始。 |
| 1958 | 昭和 | 33   | 5         | 16        | テレビ受信契約数100万突破。 |
| 1958 | 昭和 | 33   | 6～ 7頃   |           | 米アンペックス社製の放送用2インチVTRを導入。ただし最初は、VTR国産化のための研究用に使われたり、分解されたりしたという。 |
| 1958 | 昭和 | 33   | 7         | 17        | 初のVTR収録によるテレビ番組「学校放送『中学校 - 英語教室』」を放送。 |
| 1959 | 昭和 | 34   | 1         | 10        | 東京アナログ教育テレビの本放送を開始。当初は完成したばかりの東京タワーから1chでの送信だった。 |
| 1959 | 昭和 | 34   | 4         | 6         | 東京地区で総合・教育のアナログテレビ送信所を入れ替え。総合は東京タワーから1ch、教育は紀尾井町から3chに（教育は翌年送信所を東京タワーへ統合）。 |
| 1959 | 昭和 | 34   | 期日 不明 | 期日 不明 | 米アンペックス社製の放送用2インチVTRを、東京、大阪に各々2台ずつ購入。それらを使用した番組収録・送出を、本格的に開始する。 |
| 1960 | 昭和 | 35   | 9         | 10        | アナログテレビジョン放送のNTSC方式カラー本放送を総合、教育両テレビにて開始（東京、大阪）。記念番組として、長唄『京鹿子娘道成寺』が総合テレビ20時から55分間、カラーVTRで放送。 |
| 1961 | 昭和 | 36   | 4         | 3         | 連続テレビ小説第1作『娘と私』の放送開始。 |
| 1961 | 昭和 | 36   | 10        | -         | 日本で初めて、放送用2インチVTRを搭載したテレビ収録車を導入する。 |
| 1962 | 昭和 | 37   | 3         | 1         | テレビ受信契約数1000万突破。 |
| 1962 | 昭和 | 37   | 10        | 7         | NHK杯テレビ囲碁トーナメント本放送がスタート。 |
| 1962 | 昭和 | 37   | 期日 不明 | 期日 不明 | 2年後の東京オリンピックに備え、角ゴシック斜体字のNHKロゴマーク制定。内幸町から神南移転後の1995年のCI導入まで使われた(なお、旧ロゴが流用されているのは『エデュカチオ!』で見られるのもある)。CI導入後も一部放送局の局舎や中継局に残されている。 |
| 1963 | 昭和 | 38   | 4         | ?         | 渋谷区神南で1964年東京オリンピック国際放送センター着工。 |
| 1963 | 昭和 | 38   | 4         | 7         | 大河ドラマ第1作『花の生涯』放送開始。 |
| 1963 | 昭和 | 38   | 12        | 16        | この時開設されていたFMラジオ実験放送局9局（東京・大阪・名古屋・広島・福岡・仙台・札幌・松山・熊本）が実用化試験放送となり、同時に東京で同放送に於けるステレオ実験放送が開始される。 |
| 1964 | 昭和 | 39   | 10        | 1         | 東京オリンピック国際放送センター完成。現在の東館（主に101スタジオなど複数のテレビスタジオ）の完成、1964年東京オリンピックの国際放送センターとして暫定運用後、正式にNHKの施設（NHK放送センター。以後移転完了までは便宜上「渋谷放送センター」として表記）となる。 |
| 1964 | 昭和 | 39   | 10        | 10～24    | 東京オリンピック開催。世界最初の「テレビオリンピック」として、民間放送事業者と共に総力を結集して放送。その内、開会式を初めとして、レスリング、体操、バレーボールなど8種目の競技がカラーで放送される。 |
| 1964 | 昭和 | 39   | 12        | 31        | 第15回NHK紅白歌合戦、紅白初のカラー放送になる（映像は現存せず）。 |
| 1965 | 昭和 | 40   | 1         | 10        | この日初日の大相撲初場所から、テレビの大相撲中継がカラー放送になる。(次年度に当る同年4月からは、地方各場所も含め、全場所がカラー放送になった。) |
| 1965 | 昭和 | 40   | 4         | 3         | 全国主要地域にFM実験局が整備されFMステレオ放送が全国でできるようになったため、この日放送の『夜のステレオ』最終回を最後に、中波2波によるステレオ放送終了。 |
| 1965 | 昭和 | 40   | 8         | 13        | 甲子園球場で開催される「全国高等学校野球選手権大会」が、この日の開会式の放送からカラー化される（春の高校野球である「選抜高等学校野球大会」も、翌年3月26日の開会式の放送からカラー化）。 |
| 1965 | 昭和 | 40   | 10        | 4         | 渋谷放送センターの第1期工事が完成し、本格的な第1期運用を開始。以降は東京放送会館と渋谷放送センターで放送機能、一部の業務部署など分担させつつ、段階的に渋谷移転を進めた。 |
| 1965 | 昭和 | 40   | 11        |           | 渋谷放送センターの第2期工事着工。 |
| 1965 | 昭和 | 40   | 12        | 10        | 渋谷放送センターで、VTR自動編集装置の正式運用を開始。 |
| 1966 | 昭和 | 41   | 3         | 20        | 奄美群島等の一部離島地域を除き、NHKの総合テレビと教育テレビの全国カラー化整備が完了。 |
| 1966 | 昭和 | 41   | 5         | 16        | ハイバンド方式による2インチカラーVTR（アンペックス社製 型番:VR-2000）を稼働開始。 |
| 1966 | 昭和 | 41   | 10        | 25        | この日から、総合テレビ19時のニュースがカラー放送になる（日本のニュース番組のカラー化の始まり）。これを機に、カラーフィルムによるニュース取材が始まる。 |
| 1967 | 昭和 | 42   | -         | -         | この年から、日本全国で主要報道におけるカラーフィルムでの取材を開始する。 |
| 1967 | 昭和 | 42   | 3         | 20        | 『新日本紀行』でのカラー放送開始（最初は、同日放送の「南房総」の回のみがカラーだった）。同番組は翌月3日の放送（「五島列島」）から全面カラー化される。 |
| 1968 | 昭和 | 43   | 4         |           | 東京オリンピックを契機としてテレビ受像機が大半の家庭に普及したことを受け受信料体系を見直し、ラジオ受信契約が廃止され、代わりに、テレビの普通（白黒）契約とカラー契約の形態に変更。これを機に、NHK、民間放送共にカラー番組が大幅に増加、全国のニュースも全時間帯カラー放送になる。連続テレビ小説もこの時期放送開始の『あしたこそ』からカラー放送に。 |
| 1968 | 昭和 | 43   | 6         | 17        | 渋谷放送センターの第2期工事が完成、運用開始。西館（主に旧ニュースセンター（現・510スタジオ）などの複数のテレビスタジオと音声専用スタジオなど）が完成。 |
| 1969 | 昭和 | 44   | 1         |           | 『天と地と』、大河ドラマ初のカラー作品として放送開始。 |
| 1969 | 昭和 | 44   | 3         | 1         | 超短波放送（ラジオFM放送）の本放送を開始。 |
| 1969 | 昭和 | 44   | 5         |           | NHK放送技術研究所が、世界初の2チャンネルステレオによるPCMデジタル録音機の試作品を完成させる。この録音機は現在、NHK放送博物館に、資料として所蔵されている。 |
| 1969 | 昭和 | 44   | 12        | 21        | 東京・大阪の総合テレビにて、音声多重放送の2か国語放送の実験放送を開始（同放送の初めの番組は、米の劇映画『ぼくはついてる』）。 |
| 1970 | 昭和 | 45   | 8         | 9         | 東京の総合テレビにて、音声多重放送のステレオ放送の実験放送を開始（同放送の初めの番組は『NHKコンサートホール』）。 |
| 1970 | 昭和 | 45   | 12        |           | NHK UHFテレビ実験局（極超短波（UHF）帯によるテレビの試験放送）が東京（25日）、大阪（24日開始）両放送局にて開局（チャンネルは東西とも14chで統一）。 |
| 1971 | 昭和 | 46   | 10        | 10        | 総合テレビの全国放送、全面カラー化（本土のみ。最後のカラー化番組は『NHKのど自慢』）。 |
| 1972 | 昭和 | 47   | 2         | 28        | 午前9時40分から午後8時20分まで報道特別番組「連合赤軍事件人質救出作戦始まる」が放送される。 |
| 1972 | 昭和 | 47   | 5         | 15        | 沖縄の施政権がアメリカ合衆国から返還。これにより沖縄放送協会の業務を継承しNHK沖縄放送局が発足。同時に地上アナログ放送の総合・教育2チャンネル化が完了し沖縄でも全面カラー化。 |
| 1972 | 昭和 | 47   | 6         | 25        | 1945年3月23日以来中断していた沖縄県での中波総合放送（ラジオ第1放送）が復活。同時に中波教育放送（ラジオ第2放送）が開始されようやく中波放送の全国ネットワークが完成。 |
| 1972 | 昭和 | 47   | 11        |           | 渋谷放送センター本館（現：NHKホール）、完成。 |
| 1973 | 昭和 | 48   | 6         | 20        | 渋谷放送センター本館、運用開始。杮落しとして先ず、ラインベルガーオルガン演奏会が行われ、その後、NHKイタリアオペラ公演、オペラ『アイーダ」（ヴェルディ作曲）などが上演された。 |
| 1973 | 昭和 | 48   | 7         | 31        | 渋谷放送センターへの移転が完了し、新生放送センターの運用が全面的に開始。これに伴い、それまで本部が置かれていた東京放送会館が廃止された。跡地は現在の日比谷シティ。渋谷移転から4ヶ月後に、現在の都営地下鉄三田線が開通し、内幸町駅も開業した。 |
| 1973 | 昭和 | 48   | 12        | 31        | 第24回NHK紅白歌合戦、渋谷放送センター本館から生放送。以後、紅白は全て渋谷放送センター本館（現：NHKホール）からの放送となった。 |
| 1974 | 昭和 | 49   | 1         | 16        | 第1次オイルショックに伴い、テレビ放送の昼間、深夜の放送を一部休止。 * 昼間は総合テレビ、UHF試験放送は15時～16時台前半（月～金のみ）、教育テレビは14時台後半～17時台前半を放送休止に。深夜は23時で放送打ち切りとなる。 * また、1974年度のNHK予算は緊縮型となり、超小規模局を中心にした放送局の廃止（単なる中継局化、代替となる報道部・通信室の設置）で、70放送局態勢へ移行。アナウンサーはほぼ現在の54放送局へ集約された。                                |
| 1974 | 昭和 | 49   | 3         | 24        | 沖縄局での放送開始により、超短波放送（ラジオFM放送）の全国ネットワークが完成。 |
| 1974 | 昭和 | 49   | 4         | 1         | 夜のワイドニュース番組の先駈けとなる「ニュースセンター9時」開始。 |
| 1974 | 昭和 | 49   | 9         | 9         | 昼間の放送休止が解除される。 |
| 1975 | 昭和 | 50   | 4         | 7         | UHFテレビの試験放送を終了。 |
| 1977 | 昭和 | 52   | 8         | 6         | 東京のFMローカル番組『FMリクエストアワー』にて、局初のPCMデジタル録音によるプログラムを放送する。 |
| 1977 | 昭和 | 52   | 10        | 3         | 教育テレビ全面カラー化。これにより日本のテレビ番組からは過去の番組の再放送や外国映画、演出上の意図での白黒での制作など、一部の例外を除き白黒放送が消滅する。 |
| 1977 | 昭和 | 52   | 11        | 11        | 全国のFM放送のローカル放送ステレオ化工事完了。FM放送のローカル番組が全局でステレオで放送できるようになる。 |
| 1978 | 昭和 | 53   | 9         | 11        | 東京-名古屋-大阪間でPCMデジタル方式によるFMステレオ回線を運用開始。 |
| 1978 | 昭和 | 53   | 10        | 1         | 東京と大阪の総合テレビにおいて、標準テレビジョン音声多重実用化試験放送を開始。 |
| 1978 | 昭和 | 53   | 11        | 23        | 国際的取り決めに基づき、JST9時をもってラジオ第1・第2の中波放送送信周波数を一斉変更（10kHzごとから9kHzごと）。まだ24時間化される前であったため、当日の放送開始から9時までは「試験放送」扱いだった。 |
| 1979 | 昭和 | 54   | 10        |           | 東京、普門館で行われたカラヤン指揮ベルリン・フィルの公演の中から4演目分を、NHK放送技術研究所と三菱電機が共同開発した最新オープンリール式PCMデジタル録音機にて収録。その内3演目を同年12月25～27日にFMで放送した（もう1つの10月21日公演のベートーヴェン作曲/交響曲第9番「合唱」についてのみは同日FMで生放送され（一部地域はモノラル放送）、同時にデジタル収録した演奏は同月31日にFMで再放送された（この時の送出用テープはアナログだった））。              |
| 1979 | 昭和 | 54   | 12        | 24        | PCMデジタル方式によるFMステレオ回線が、札幌、仙台、金沢、広島、松山、福岡と開通。これにより、沖縄県と奄美群島を除く全国で、それを基にしたステレオネットワークが運用開始、ステレオでの全国生中継放送が可能になる。 |
| 1982 | 昭和 | 57   | 12        | 17        | 東京・大阪・前橋を皮切りに総合テレビで標準テレビジョン音声多重本放送を開始（1986年に全国整備完了）。 |
| 1984 | 昭和 | 59   | 4         |           | 平日の総合テレビ放送終了が24:00となり、オイルショックから続いていた深夜の放送休止を全面解除。 |
| 1984 | 昭和 | 59   | 5         | 12        | 衛星放送試験放送を開始（世界初となる一般視聴者向けの人工衛星を利用した放送番組の配信である。当初は視聴困難地域の補完対策としての放送を2チャンネル体制を行う予定だったが、衛星の太陽電池の不具合が見つかったためNHK衛星第1テレビジョンの1チャンネルのみで放送を開始した）。 |
| 1985 | 昭和 | 60   | 4         |           | 番組紹介ミニ番組『テレマップ』放送開始。 |
| 1985 | 昭和 | 60   | 11        |           | 総合テレビで標準テレビジョン文字多重放送を開始（1986年に全国整備完了）。 |
| 1985 | 昭和 | 60   | 12        | 25        | NHK衛星第2テレビジョンの試験放送開始。これに伴い、1984年の衛星放送開局当初から予定された2チャンネル体制が確立され、第1放送は総合テレビ、第2放送は教育テレビの難視聴地域への対策・補完放送が実施される。 |
| 1986 | 昭和 | 61   | 8         | 8         | 総合テレビの音声多重放送の全国整備が完了。同放送が全国で実施されるようになる。 |
| 1987 | 昭和 | 62   | 7         | 4         | 衛星第1テレビ（BS1）で24時間放送と、独自の番組編成を開始。ただし当時は春分と秋分の時期には地球による「食」のための放送休止期間があって1997年の春分の時期まで続いた。1989年6月以降は衛星第2テレビ（BS2）も同様。 |
| 1988 | 昭和 | 63   | 4         |           | * FM放送の放送終了時間を24:00から翌日の1:00に繰り下げ。 * 『NHKモーニングワイド』開始。 * 『イブニングネットワーク』開始に伴い、中京広域圏・関西広域圏で行われていた府県別ローカルニュースワイドを廃止。同時に他の府県別放送も廃止あるいは大幅に縮小される。 |
| 1988 | 昭和 | 63   | 7         | 22        | 機構改革実施。小樽・岩見沢の両放送局を札幌放送局の報道室に、弘前・八戸（青森）、鶴岡（山形）、郡山・いわき（福島）、松本（長野）、浜松（静岡）、豊橋（名古屋）、高山（岐阜）、姫路（神戸）、米子（鳥取）、福山（広島）、下関（山口）並びに佐世保（長崎）の14放送局を、所在各県の県庁所在地にある放送局の支局に、それぞれ格下げ。孰れも、FMのコールサインを持っていなかった（放送部組織が無く所属アナウンサーが居なかった）ことが格下げの引き金となった。 |
| 1988 | 昭和 | 63   | 9         | 19        | 昭和天皇重体。この日より総合テレビ、衛星第2テレビ、ラジオ第1放送、FM放送は深夜の放送終了後から翌日付放送開始時までの休止時間帯を利用し終夜放送を臨時に実施（毎正時に昭和天皇の病状を伝えるニュースを送り、それ以後はフィラーとしてクラシック音楽を放送した）。 |
| 1989 | 昭和 | 64   | 1         | 7         | 昭和天皇崩御。関係報道に伴い、「連続テレビ小説」史上初の放送休止。以後翌日深夜まで特別編成（教育放送とBS1除く）に切り替えた。 |

## 平成時代のうち20世紀
| 年   | 年   | 年   | 月 | 日 | 事柄 |
| 西暦 | 和暦 | 和暦 | 月 | 日 | 事柄 |
| 西暦 | 元号 | ~    | 月 | 日 | 事柄 |
| ---- | ---- | ---- | -- | --- | --- |
| 1989 | 平成 | 元年 | 4  | | ラジオ第1で3部構成からなる「NHKラジオセンター」放送開始。 |
| 1989 | 平成 | 元年 | 6  | 1 | BS1とBS2、本放送を開始。BS2は同時に24時間化（これに伴い衛星放送はチャンネルごとの特性を出した「専門チャンネル」形式の体裁を整える。第1放送はニュース・スポーツ、第2放送は映画・音楽・芸術・舞台の番組を独自に編成するとともに、規模を縮小する形であるが地上波の難視聴対策の補完放送を実施）。受信料に衛星契約オプションを追加。 |
| 1990 | 平成 | 2    | 4  | | * 『ラジオ深夜便』、ラジオ第1で特集番組として試行放送開始。 * 『きょうのニュース～聴覚障害者のみなさんへ』が放送開始。 |
| 1990 | 平成 | 2    | 10 | | 教育テレビ、東京・大阪・名古屋で標準テレビジョン放送音声多重放送開始。翌年2月に四国地方で、同年3月21日に全国で開始。 |
| 1990 | 平成 | 2    | 10 | ラジオ第1放送のラジオ深夜便、週末の金曜・土曜・日曜日深夜に限り終夜定時放送を開始（1991年4月以後は月末以外の月曜～木曜深夜の放送を拡大）。 | |
| 1991 | 平成 | 3    | 1  | 17 | 中東で発生した湾岸戦争により、戦争関連の特別編成を総合テレビ、ラジオ第1、BS1で集中放送。 |
| 1991 | 平成 | 3    | 11 | 25 | NHKも参加した“ハイビジョン推進協会”により、衛星アナログハイビジョンの試験放送開始。これがBSアナログ9チャンネルを使用開始した時期でもあり、事実上世界で初めての一般の視聴者に向けたハイビジョンの実用放送でもある。 |
| 1992 | 平成 | 4    | 4  | | 『ラジオ深夜便』レギュラー化。これに併せラジオ第1でも24時間放送開始（当時は月曜深夜は1時で終了）。 |
| 1993 | 平成 | 5    | 4  | 5 | 『NHKニュースおはよう日本』放送開始。福岡県など一部地域でこれに併せて合理化を実施。 |
| 1994 | 平成 | 6    | 11 | 25 | 衛星アナログハイビジョンテレビ実用化試験放送を開始。 |
| 1995 | 平成 | 7    | 1  | 17 | 阪神・淡路大震災発生。 * 後に震度7と記録された発生瞬間の局内の映像が、神戸放送局に設置されていた「スキップバックレコーダー」で記録され、後全世界に伝えられた。神戸局も使用不能となり、再建に10年を要した。 * 関連報道により連続テレビ小説『春よ、来い』放送休止。また教育テレビやFM放送も地震関連の安否情報を数日間に渡り断続的に放送し、通常編成が休止された。                                                                                               |
| 1995 | 平成 | 7    | 3  | 22 | 放送70周年。 * CIが導入され、三つの卵形の枠で囲い、文字の縁が丸ばったロゴマークが導入される。作者は中谷日出（現・解説委員）。新年度から本格的に使用開始。卵形の枠を無くした文字だけのロゴマークもこの時期から併用されているが、2020年3月31日からは卵形の縁で囲ったロゴマークの使用を廃止し、こちらのロゴのみを使用している。 * 記念事業として、放送センターに視聴者体験型施設NHKスタジオパーク開設。同時に入場料の徴収を開始（旧見学コースは無料であった） 。 |
| 1995 | 平成 | 7    | 4  | | * 総合テレビの放送時間拡大（早朝5:00～深夜1:00）。 * ラジオ第1の火曜1:00～5:00（月曜深夜）の休止が毎週から第2、第4へ変更。 * 北米・欧州地域で映像による国際放送を開始（北米で約5時間、欧州で約3時間。NHKワールドTVの先がけといわれる）。 |
| 1995 | 平成 | 7    | 11 | | 日本放送労働組合による24時間放送拡大に伴う労働強化を理由とした24時間ストライキが決行されたが、放送業務は管理職で対応したため放送休止となる影響はまったくなかった。この日、一部番組で担当のキャスターが変更になったが、詳細な理由が公表されなかったため、問い合わせが殺到した。その翌日に新聞で詳細な理由が公表された。 |
| 1996 | 平成 | 8    | 3  | | 超短波文字多重放送を開始。ただし実施エリアは関東、東海、近畿のみで、受信機があまり普及しなかったことやテレビデジタル化によりワンセグ放送を普及させるための予算の見直しなどで、他の地域では実施されないまま2007年3月に終了した。 |
| 1996 | 平成 | 8    | 4  | | * 世界初NHK手話ニュースが放送開始。 * 週末（金、土曜深夜）に限り総合テレビで終夜放送開始。また平日の放送終了も深夜2:00までに延長。 * ラジオ第1休止時の『ラジオ深夜便』を、FM放送でリレー放送開始（モノラル放送）。リレー放送が行われる際のFM放送休止時間は5:00～6:00の1時間だけだった。 |
| 1997 | 平成 | 9    | 4  | | * 総合テレビ24時間放送開始（日曜深夜を除く。基点は5:00で、それまでは6:00→5:57だった）。 * 教育テレビ初「NHK手話ニュース845」放送スタート。 |
| 1997 | 平成 | 9    | 10 | | 衛星第2テレビで字幕放送開始。 |
| 1998 | 平成 | 10   | 4  | | * FM放送、日曜深夜を除き24時間化。これにより『ラジオ深夜便』は1時～5時がサイマル（同時）放送となり、FMはステレオ化された。同時にFM放送の一日の起点開始時間が本放送開始以来続いていた6:00から5:00に繰り上げ。 * テレビ国際放送「NHKワールドTV」、海外向けテレビ番組配信「NHKワールド・プレミアム」放送開始（1日18時間放送を基本）。 |
| 1999 | 平成 | 11   | 4  | | * 教育テレビ、開局40周年を記念して開始時刻をこれまでの6:00から現行の5:00に繰り上げ、放送時間を深夜2:00まで拡大。同年には文字多重放送（字幕放送のみ）も開始。 * NHKワールドTV・NHKワールド・プレミアムの1日の放送時間が19時間となり、10月に24時間放送開始。 |
| 1999 | 平成 | 11   | 6  | | 「どーもくん」、衛星放送開始10周年を記念してBSのイメージキャラクターとして登場。後「ななみちゃん」登場により“名実ともに”NHKの顔に。 |
| 1999 | 平成 | 11   | 12 | 31 | 放送開始75周年記念事業としてオープンスタジオ「テントみんなの広場」開設。 |
| 2000 | 平成 | 12   | 3  | 27 | 『NHKニュース7』から生放送番組の文字放送による同時字幕放送を開始（順次拡大）。 |
| 2000 | 平成 | 12   | 4  | | * 教育テレビ24時間放送化（第2、4、5週の日曜深夜除く）。 * 総合テレビ・FM放送の日曜終夜放送実施（第1、3週の日曜を除く）。 |
| 2000 | 平成 | 12   | 7  | | ラジオ第1を含めて地上波の総合系統では、休止・減力放送は各局任意となり、BSも含めて全く休止の無い完全24時間放送となった。これは災害対策基本法など有事諸法に基づく義務履行のための措置。 |
| 2000 | 平成 | 12   | 10 | | ラジオ第2の放送時間を24:00から延長（火曜深夜1:35、水曜～土曜深夜1:40まで 日・月曜と年数回の放送設備メンテナンス日は従来どおり24時終了）し、高校講座の再放送を中心に編成。 |
| 2000 | 平成 | 12   | 12 | 1 | BSデジタル放送本放送を開始。デジタル衛星ハイビジョン（BShi）が新たに開局（字幕放送も同時に開始）し、アナログBS9chは、民放も子会社でBSデジタル放送を開始したことから、日替わりの民放枠を廃止、ハイビジョン推進協会から運営を移管してBShiのサイマル放送となった。 |

## 21世紀のうちテレビ移行期
| 年   | 年   | 年   | 月       | 日       | 事柄 |
| 西暦 | 和暦 | 和暦 | 月       | 日       | 事柄 |
| 西暦 | 元号 | ~    | 月       | 日       | 事柄 |
| ---- | ---- | ---- | -------- | -------- | --- |
| 2001 | 平成 | 13   | 7        |          | NHK番組改変問題。『ETV2001』（現：『ETV特集』）の2001年1月30日放送分「問われる戦時性暴力」で、女性国際戦犯法廷について取材した内容を、自由民主党首脳部からの政治的圧力を受けて不当に改竄したとしてVAWW-NETジャパンから提訴される。 |
| 2001 | 平成 | 13   | 9        | 11       | 日本時間の夜アメリカ同時多発テロ事件発生。『NHKニュース10』などから関連報道番組を編成。このため、数日後臨時に国会で開かれたテロ非難決議採択の模様が、総合テレビで枠を取れなくなり教育テレビで放送された。 |
| 2001 | 平成 | 13   | 11       | 3        | 大阪放送会館移転（業務は既に10月29日開始）、NHK大阪ホール開設。 |
| 2002 | 平成 | 14   | 1        | 18       | 京都放送局内で立てこもり事件が発生。立てこもっていたロビーに総合テレビが映ったテレビが設置されていたため、犯人を刺激しないように、東京発でこの事件のニュースを伝えるときには、関西地方の総合テレビは天気予報など別のものに差し替えていた。 |
| 2003 | 平成 | 15   | 3        | 20       | イラク戦争発生に伴い、総合テレビ、ラジオ第1、BS 1で戦争関連特別編成を行う。これに伴って、NHKテレビ放送50周年特番として放送された『おしん』のアンコール放送も休止され、翌日（21日）以降に延期。その後もニュース枠を拡大して特別体制を行う（通常国会中継は教育テレビ、FM放送に振り替えて放送された）。 |
| 2003 | 平成 | 15   | 10       | 10       | 地上デジタル音声放送（デジタルラジオ推進協会東京デジタルエフエム放送実用化試験局・大阪デジタルエフエム放送実用化試験局）にて、91チャンネル・9101チャンネル「NHK・VICS」を開設。 |
| 2003 | 平成 | 15   | 12       | 1        | 11時に地上デジタルテレビ放送の本放送を東京、名古屋及び大阪の一部で開始（他の地域に関しては「日本の地上デジタルテレビ放送」を参照）。 |
| 2004 | 平成 | 16   | 3        | ?        | 「テントみんなの広場」に代わるオープンスタジオ「みんなの広場ふれあいホール」を開設。 |
| 2004 | 平成 | 16   | 3        | 29       | 総合テレビ、『NHKニュースおはよう日本』の平日の放送開始時間変更に伴い、一日の起点開始時間が4:30に繰り上げられる。 |
| 2004 | 平成 | 16   | 10       | 1        | 全国で唯一、地元に本社を置く民放テレビ局が存在しない茨城県において、地上デジタルテレビ放送による県域放送を開始。 |
| 2004 | 平成 | 16   | 10       | 20～21   | 平成に入って最悪の被害をもたらした台風23号関連の災害情報を総合テレビ、ラジオ第1放送で断続的に放送（臨時国会中継も教育テレビ、FM放送に振り替えて放送）。 |
| 2004 | 平成 | 16   | 10       | 23       | 新潟県中越地震によりテレビ・ラジオのすべての電波で断続的に地震被害情報を提供するとともに、教育テレビ・FM放送で阪神・淡路大震災以来の安否確認情報放送が適用される（同日19:20頃から10月26日未明にかけて（教育テレビは25日20:45まで、FMは26日2:30まで）まで放送される。特に10月25日の午前1時までは延べ29時間40分の連続放送が実施された）。 |
| 2004 | 平成 | 16   | 11       | 6        | この日の19:30～翌7日の20:00にNHK史上初のチャリティー長時間番組『被災者の声・いま私たちにできること』を開催。中越震災や台風被災者の救援募金や応援メッセージを全国から募集した。地震発生から1ヶ月が経過した11月22日も特にワイド番組の放送時間帯を中心に早朝から24日1時前（23日深夜）まで同特集の第2弾を実施。 |
| 2005 | 平成 | 17   | 1        | 13       | NHKデスクが記者会見で番組改変は政治的な圧力と述べ、大きな問題に浮上する。 |
| 2005 | 平成 | 17   | 1        | 25       | NHKの一連の不祥事の責任を取り海老沢勝二が会長を辞任した。後任は初の技術畑出身となる橋本元一。 |
| 2005 | 平成 | 17   | 9        | 6        | 第44回衆議院議員総選挙政見放送を総合テレビで放送。『NHKニュースおはよう日本』（台風情報）は政見放送を放送した地域では教育テレビで放送された。 |
| 2005 | 平成 | 17   | 9        | 20       | NHK新生プランを発表。 |
| 2005 | 平成 | 17   | 10       | 3        | 総合テレビの1日の起点開始時刻が4:20に繰り上げられる。 |
| 2005 | 平成 | 17   | 期日不明 | 期日不明 | キャッチフレーズを「まっすぐ、真剣。」に決定。 |
| 2006 | 平成 | 18   | 4        | 3        | * 受信料収入減少による経費削減に伴い、教育テレビ・BShiの24時間放送中止。24時間放送を行っていた放送チャンネルでそれを中止するのはこの例が初めてである。但し、災害・地震時の緊急報道や特別編成があるときと、BShiの独立型のデータ放送（NHKデータ放送）については従来どおり24時間放送を実施。 * BShiのうちアナログ放送（アナログBS-9ch）では、2007年9月30日での放送終了の周知徹底と、デジタル放送への円滑な移行を促すため、「BShi（改行して）アナログ」のチャンネルロゴ表示を画面右上に常時掲出。 |
| 2006 | 平成 | 18   | 7        | 5        | 北朝鮮の弾道ミサイル実験報道により「連続テレビ小説」が放送延期。 |
| 2006 | 平成 | 18   | 7        | 31       | 教育テレビの24時間放送が1週間の期間限定で行われた。 |
| 2006 | 平成 | 18   | 12       | 1        | 全都道府県（県庁所在地）において地上デジタルテレビ放送を開始。 |
| 2007 | 平成 | 19   | 1        | 1        | 「2007年 BSうごく」をキャッチフレーズに衛星放送の編成を抜本的に見直し。テレビの完全デジタル化によるBS再編成を見据え、BShiでのニュース放送が災害・地震・津波警報などの緊急報道を除き、廃止（正確には2011年4月1日のBS1のハイビジョンチャンネル化までNHKBSによるハイビジョン画質でのニュース放送が一時休止）。 |
| 2007 | 平成 | 19   | 1        | 29       | NHK番組改変問題控訴審、東京高裁でNHK敗訴の判決。制作会社と連帯しての賠償を命じられる。NHKは判決を不服として最高裁判所へ上告。 |
| 2007 | 平成 | 19   | 3        | 31       | 超短波（FM）文字多重放送を終了。 |
| 2007 | 平成 | 19   | 4        | 2        | 地上デジタル音声放送にて、道路交通情報通信システムセンター撤退にともないチャンネル名を「NHK」に改称。 |
| 2007 | 平成 | 19   | 9        | 25       | 経営委員会、執行部が提案した2008年度から5年間の中期経営計画について、「内容があまりにも不十分である」として同意せず、執行部に差し戻す。中期計画は2008年度に改めて提案されることになった。 |
| 2007 | 平成 | 19   | 10       | 1        | * 1時で衛星アナログハイビジョン放送の番組送出を終了、終了告知に切り替え。 * 札幌を除く北海道内の各放送局での開始により、元からテレビの県域放送が行われていない首都圏の各放送局（宇都宮・前橋・さいたま・千葉・横浜）を除く全放送局で地上デジタルテレビ放送の開始を完了させる。 * NHKワールド・ラジオ日本の短波による放送規模が大幅削減。 * 緊急地震速報を9時よりテレビ・ラジオ全チャンネルで運用開始（国内向け放送のみ。国際放送NHKワールドは除く。ただし、ラジオ国際放送では国内同時放送の場合に限りそのまま放送）。初適用となった（＝初めて速報が流れた）時間は2008年4月28日2時32分の沖縄県宮古島近海を震源とする地震だった。 * テレビのデジタル化を見据え、受信料体系を抜本見直し。カラーテレビがあたり前の生活道具となったことを踏まえ、普通契約（白黒）は廃止され、カラー契約に一本化。基本契約は、（ラジオとワンセグを含めた）地上波契約と衛星波オプションの2階建てというシンプルな構造とし、個別の事情には各種割引で対応する方式に改めた（割引適用契約は「特別契約」。沖縄県民対象の契約はこの特別契約に含まれる）。同時に、ワンセグも課金対象であることを明確化。 |
| 2007 | 平成 | 19   | 11       | 1        | 衛星アナログハイビジョン完全停波。残ったアナログ衛星テレビジョン2波もデジタル放送と同じく「委託放送方式」に移行された（NHKの放送局としては廃止）。 |
| 2007 | 平成 | 19   | 11       | 26       | 衛星デジタル放送のスロット数が増加される。BS1は6スロットから9スロットに、BS2は9スロットから11スロットに。BSハイビジョンは22スロットから24スロット（フルスロット）にそれぞれ増加された。 |
| 2008 | 平成 | 20   | 1        | 17       | 報道系の職員合わせて3人が、放送前のニュースを基に株式を売買するインサイダー取引を行っていたことが発覚した。 |
| 2008 | 平成 | 20   | 1        | 24       | 橋本会長の任期満了（正確には上記のインサイダー取引に関する責任を取っての辞任だったため、満期退任とならず）。 |
| 2008 | 平成 | 20   | 1        | 25       | 福地茂雄（アサヒビール元経営トップ）が第19代会長に就任。外部からの会長起用は20年ぶり。 |
| 2008 | 平成 | 20   | 5        | 1        | BS1、BS2のうちアナログ放送で2011年7月24日までに予定されるアナログ放送廃止の周知徹底と、デジタル放送への円滑な移行を促すため「BS1（改行して）アナログ」「BS2（改行して）アナログ」と画面右上へ常時掲出開始。 |
| 2008 | 平成 | 20   | 7        | 6        | 地球温暖化防止とそれに伴う翌7日の『ライトダウン』にあわせた協力として、同日の教育テレビの放送を通常より2時間35分早い23時に終了（NHKの地球温暖化防止策に於ける放送時間短縮の動きの先駆けとなる）。 |
| 2008 | 平成 | 20   | 7        | 24       | この日、アナログテレビジョン放送全廃までちょうど3年となったことに伴い、総合・教育両テレビのアナログ放送に「アナログ」のチャンネルロゴ表示を常時表示開始（総合は4:15の基点から、教育は放送開始から）。ローカル番組については平日18時台のローカルニュースと金曜夜の地域情報番組、及びその他20分以上の一部ローカル番組において常時表示を行い、それ以外は原則として表示されない。なお地上デジタル放送や衛星放送とは違い、「NHK G（総合テレビ）」「NHK E（教育テレビ）」の字幕は出ていない。 |
| 2008 | 平成 | 20   | 9        | 29       | * テレビ国際放送のNHKワールドTVが外国人向けの放送チャンネルとして完全英語放送化される。 * これまで終日スクランブル放送となっていた海外向けテレビ番組配信・在外邦人向けテレビ国際放送のNHKワールド・プレミアムが一部ノンスクランブル放送開始 |
| 2008 | 平成 | 20   | 10       | 1        | 経営効率化のため、受信料の訪問集金を、障碍により自ら支払いに行くことが困難としてNHKが特別に認められた場合（ふれあい訪問。ホームページ上では「ふれあい収納」と表記）を除き廃止。原則としてクレジットカード、口座振替（自動引き落とし）、払い込み用紙（金融機関またはコンビニエンスストアでの払い込み）での支払いとなる。 |
| 2008 | 平成 | 20   | 10       | 14       | 2009年度から3年間の経営計画が決定。 * 経営委員会による修正で、その次の経営計画実施段階から受信料収入の1割還元が明記された。 * 人員配置の抜本見直しを明記。東京一極集中状態を改め各地の放送局人員・製作費を増やし、本部では報道・番組制作部門へ人員をシフト。また職域横断型異動も強化。 * 北関東（宇都宮・前橋各局）における総合テレビ県域放送完全実施を検討。 * テレビ放送の完全デジタル化に合わせ、放送系統も抜本見直し、BShiを廃して残りの衛星2波をフルハイビジョン化。 * NHKワールドで日本とアジアの情報発信の強化など。 |
| 2008 | 平成 | 20   | 10       | ?        | これより地球温暖化防止策として全国における教育テレビのアナログ波について放送休止中の完全停波措置を開始。 |
| 2008 | 平成 | 20   | 12       | 1        | ビデオ・オン・デマンド事業「NHKオンデマンド」を開始。 |
| 2008 | 平成 | 20   | 12       | 22       | 経営委員会の古森重隆委員長（富士フイルムホールディングス社長）が任期満了で退任し、後任に福山通運社長の小丸成洋委員が就任。古森路線の踏襲を表明。 |
| 2008 | 平成 | 20   | 12       | 29       | 地球温暖化防止のために行う大きな施策の試みの1つとして、この日の教育テレビの放送時間を12:30～21:30の9時間にして、放送時間を普段よりも12時間50分も大幅に短縮するという大胆な策を行う。 |
| 2009 | 平成 | 21   | 1        | 10       | 教育テレビが放送開始50周年を迎える。これに合わせ、放送開始・終了時の映像に「ETV50 学ぶ冒険」のキャラクター“Mr.脳”が登場する。 |
| 2009 | 平成 | 21   | 2        | 2        | 外国人向けテレビ国際放送のNHKワールドTVが英語放送による完全独自編成にリニューアル。番組編成内容が大幅に一新される（日本時間同日9:00より毎正時00分の24時間英語ニュースの放送開始、国内向けニュース番組同時放送の完全打ち切りなど）。 |
| 2009 | 平成 | 21   | 3        | 30       | * NHKワールド・ラジオ日本の日本語放送における1日通算放送時間が従来の20時間から23時間40分に拡大され、衛星デジタルラジオ放送では英語放送を行う日本時間9:00～9:20を除き、終日で日本語放送を行う。 * 同日放送終了より、3大都市圏における教育テレビのデジタル波についても完全停波措置を開始。 |
| 2009 | 平成 | 21   | 4        | 1        | NHK情報ネットワークと日本文字放送が合併し、新会社・NHKグローバルメディアサービス発足。 |
| 2009 | 平成 | 21   | 4        | 6        | 教育テレビのデジタル波ワンセグ放送で一部時間帯の独自編成「NHKワンセグ2」を開始。 |
| 2009 | 平成 | 21   | 7        | 24       | アナログテレビジョン放送終了まで残り2年となり、石川県珠洲市で10時から1時間地元民放とともにアナログテレビ放送の番組送出を休止。 |
| 2010 | 平成 | 22   | 1        | 22       | この日12時から48時間、石川県珠洲市でアナログテレビ放送を休止。民放は完全停波するが、NHKは災害対策基本法に基づく義務履行のため、ブルーバック方式での休止。 |
| 2010 | 平成 | 22   | 3        | 9        | 全国向けのFM放送が全面ステレオ化される。 |
| 2010 | 平成 | 22   | 3        | 11       | BSデジタル放送の衛星によるセーフティネット（地上デジタル難視聴対策放送）を期間限定で開始。 * 配信されるのは東京の総合テレビ（BSch291）と、教育テレビ（BSch292）で、難視聴地域以外はスクランブルがかかり、直接受信、ケーブルテレビを含め視聴は不可。 |
| 2010 | 平成 | 22   | 3        | 29       | 2010年度制度改革実施。 * 連続テレビ小説の総合テレビにおける放送開始時刻を8時に繰り上げ。 * 教育テレビの深夜停波対象を拡大。 * BShiについては、完全デジタル化を受け最終年度とし、従来にも増して実験的番組を編成の主体とする。これに先立ち、バンクーバーオリンピックの中継放送は一切行わず（3月にダイジェストとして放送）。 * NHKワールド・ラジオ日本の日本語放送が完全24時間化（衛星デジタルラジオのみ）。 * 地上テレビ放送は、アナログとデジタルで一部別内容放送に切り替え。総合テレビではスポットの一部をアナログでは放送終了のお知らせに随時差し替え。BS放送でもアナログ放送では番組案内スポットの一部をアナログ放送終了のお知らせ（1分間）に随時差し替え。また一部を除く新番組を中心にレターボックス16:9サイズでの放送を段階的に強化。 |
| 2010 | 平成 | 22   | 6        | 30       | 大阪地区の地上デジタル音声放送実用化試験局が閉局（実用化試験放送終了に伴う）。 |
| 2010 | 平成 | 22   | 7        | 5        | NHKと日本民間放送連盟の協定により、同日の基点（総合は4時15分、教育は5時）より、再放送を除くテレビ放送の全番組のアスペクト比を16:9に統一。これに伴い、国内のテレビのアナログ放送は、一部4:3のSD作品と14:9サイズでの放送を継続する大河ドラマ（2011年から16:9レターボックス移行）などを除き、すべてが上下に黒帯が出るレターボックスによる放送となった。これに合わせる形で、4:3SD放送を行うNHKワールド・プレミアムでも一部の国際放送局独自制作番組と過去に4:3SDで制作した番組を除く全番組がレターボックス16:9となった。 |
| 2010 | 平成 | 22   | 7        | 6        | 会長の福地茂雄が記者会見を開き、大相撲の一連の不祥事を理由として大相撲名古屋場所において生中継をしないことを発表。特にテレビジョン放送は、テレビの本放送開始して以来初の中継なしとなった。代替として『大相撲・幕内の全取組』を総合テレビと衛星第2テレビで18時台に編成、ラジオ第1は18時台のニュースで中入り後の勝敗を報道して対応した。秋場所は従来通り中継を行うと発表。 |
| 2010 | 平成 | 22   | 7        | 24       | この日正午をもって、石川県珠洲市におけるアナログテレビジョン放送を完全終了。全国実施より1年前倒し。 |
| 2010 | 平成 | 22   | 8        | 23       | 地上アナログテレビ放送との遅延改善のため、地上デジタルテレビ放送においてアナログ放送での地図付きスーパーの表示とほぼ同じタイミングで「緊急地震速報」の文字スーパーとチャイム音を同時に送出する機能を追加した緊急地震速報の運用を開始。 |
| 2010 | 平成 | 22   | 10       | 25       | 総合テレビ・教育テレビ・衛星第2テレビのアナログ放送において終了告知テロップの常時表示（総務省地デジコールセンターおよびNHKアナログ終了コールセンターの電話番号のみ）を開始。放送時間が10分以上のすべての番組についても開始冒頭に加え、10分毎にロールスーパーで終了告知テロップが流される。同年12月からは衛星第1テレビのアナログ放送でも常時表示開始。 |
| 2011 | 平成 | 23   | 時期不明 | 時期不明 | NHK菖蒲久喜ラジオ放送所にて、太陽光発電設備の第一期稼働を開始する（出力:10kW）。 |
| 2011 | 平成 | 23   | 1        | 24       | * 福地茂雄が1期3年の任期を全うし会長を退任。 * アナログテレビジョン放送完全終了半年前。これに伴い全国でデジサポ（総務省地域テレビ受信者支援センター）運用時間外およびNHKアナログ終了コールセンターの運用時間外における終日テロップ告知を開始。運用時間も併記された。 * 長崎県対馬市で厳原中継局以外のテレビジョン中継局を全廃。厳原局の電波が届かない地域は対馬市CATVによる対応に移行。 |
| 2011 | 平成 | 23   | 1        | 25       | 元JR東海社長の松本正之が会長に就任。 |
| 2011 | 平成 | 23   | 3        | 11       | 東日本大震災発生。直ちに通常放送をNHKワールドも含めてすべて取り止め、非常時体制に移行。NHKワールド・プレミアムではこれ以降、3月19日明け方までの約1週間、終日ノンスクランブル放送の対応をとった。 * 教育テレビとFMは後に安否確認情報などを中心とした編成となる。 * 衛星3波とNHKワールド・プレミアムは当初総合テレビと同じ内容を放送、後にBS1が被災者のための生活関連情報を中心とした編成に。 |
| 2011 | 平成 | 23   | 3        | 14       | 計画停電などの事態を受け、18日までの各媒体ごとの対応を決定。 * 総合テレビ、BS1、ラジオ第1とNHKワールド・プレミアム、NHKワールド･ラジオ日本は震災関連の報道を24時間態勢で放送。NHKワールドTVは一部国内向け放送の英語放送化対応を含めた独自編成で放送。NHKワールド・プレミアムは4月10日まで総合テレビ・BS1のほぼすべての定時ニュース番組をノンスクランブル放送とした。 * 教育テレビ、BS2は安否確認情報と被災者のための生活関連情報、被災した障害者のための番組を中心に編成し、大半の教養・教育番組・学校放送・語学講座を休止した中、子供の精神安定を図るため通常通りのキッズゾーンについては視聴者保護の観点から再開（午前7-9時と午後4-6時）した。また節電に協力するため翌日以降、0時から5時間放送を休止し、教育テレビでは5年間の取り組みの延長線上として完全停波。通常デジタルの送信機電源を切らない地域でも電源を切った。 * ラジオ第2、BShiは通常の体制に戻す。 * FMは安否確認情報、生活関連情報とニュースを24時間態勢で放送。 * また通常編成再開までの暫定措置として、Ustream、ニコニコ動画の「ニコニコ生放送」およびGYAO!で著作権の許諾手続きが不要な総合・教育及びNHKワールドTVの震災関連報道番組を動画配信。停電等でテレビが視聴できない状況に置かれた地域等を支援するための措置。 |
| 2011 | 平成 | 23   | 3        | 17       | 当面の対応として、19日以降次の態勢に移行し他の媒体でも段階的に通常編成を再開する方針を決定。またこれにより、総合テレビに限り報道以外の番組で新年度開始を1週間繰り下げる措置を決定。ネットでの配信は規模を縮小。 |
| 2011 | 平成 | 23   | 3        | 19       | 関東地域の電力不足事情を受け、NHK菖蒲久喜ラジオ放送所から送信されている東京ラジオ第2放送（JOAB 693kHz）の出力を、10時～16時の間、通常（500kW）の半分である250kWに減力して放送を行う処置を開始する。 |
| 2011 | 平成 | 23   | 3        | 28       | 総合テレビ以外で新年度編成開始。テレビデジタル化に伴う抜本的なもので、媒体を跨いだ枠の移動・整理統廃合を実施。 |
| 2011 | 平成 | 23   | 3        | 31       | * BSハイビジョン、衛星第2テレビがこの日をもって放送終了、閉局。 * 東京地区での実用化試験局閉局に伴い、地上デジタル音声放送実用化試験放送を終了。 |
| 2011 | 平成 | 23   | 4        | 1        | 衛星放送を2波に再編しハイビジョン化。衛星第1テレビは略称だった「BS1」に名称変更し、ほぼ従前どおりとなるが、廃止された衛星第2テレビは「BSプレミアム」として新開局（「BS1」「BSプレミアム」とも字幕放送も同時に開始）。またこれに併せ地上波難視聴対策放送もセーフティネット放送に完全移行。 |
| 2011 | 平成 | 23   | 4        | 4        | 総合テレビで新年度編成開始。 |
| 2011 | 平成 | 23   | 4        | 11       | 教育テレビの地上デジタル放送におけるウォーターマーク表記を「NHKEテレ」に変更する。 |
| 2011 | 平成 | 23   | 6        | 1        | 教育テレビの対外的名称を「NHK Eテレ」に完全統一する。 |
| 2011 | 平成 | 23   | 7        | 1        | * アナログテレビジョン全波で番組案内スポット部分におけるアナログ放送終了告知の全面差し替えおよび通常放送の画面左下に「アナログ放送終了まであと○○日」のカウントダウン表示を同日0時より開始（カウントダウン表示は盛岡・仙台・福島各局の総合・教育は除く）。 * 東日本大震災の影響による関東及び東北地域の夏場の電力不足事情と、同地域内の同時期の大口電力消費事業者向けの電力消費15%以上の削減義務を受け、菖蒲久喜ラジオ放送所から送信されている東京ラジオ第2放送及び秋田大潟ラジオ放送所から送信されている秋田ラジオ第2放送（JOUB 774kHz）の出力を、平日の8時50分～20時10分の間、通常（500kW）の半分である250kWに減力して放送を行う処置を開始する。更に、東京ラジオ第2放送の土・日の10時～16時の同様の減力放送も継続される。 |
| 2011 | 平成 | 23   | 7        | 24       | この日の12時でアナログテレビ全波の放送を終了し、同日23時59分に完全停波された。ただし、地上波の総合・教育は最長で1年（最終的に2012年3月31日まで）の停波延期を決めた盛岡・仙台・福島の各局は後者の日まで延期されていた。 |

## 21世紀のうちテレビフルデジタル時代
| 年   | 年   | 年   | 月   | 日       | 事柄 |
| 西暦 | 和暦 | 和暦 | 月   | 日       | 事柄 |
| 西暦 | 元号 | ~    | 月   | 日       | 事柄 |
| ---- | ---- | ---- | ---- | -------- | --- |
| 2011 | 平成 | 23   | 9    | 1        | ラジオ第1放送・ラジオ第2放送・FM放送のラジオ放送3波をインターネットを通じた同時配信「NHKネットラジオ らじる★らじる」を開始。当初はパソコンのみで開始し、10月1日からはスマートフォンでも配信を開始。放送内容は関東地方と同一であるが、一部裏送り送出番組も含む（ただし、政見放送・高校野球地方大会・NHK全国学校音楽コンクール地方大会および権利処理が困難な一部番組は配信されない）。 |
| 2011 | 平成 | 23   | 9    | 10 ～ 23 | ラジオ第2放送の秋田局では9日まで、東京本局では22日まで行っていた一部時間帯の減力放送措置を終了したことに伴い、翌日から全時間通常出力（500kW）による放送に戻る。 |
| 2012 | 平成 | 24   | 3    | 31       | 東日本大震災の影響で延長されていた盛岡・仙台・福島各局の地上アナログテレビ放送が23時59分で完全停波し、日本全国でテレビジョン放送の完全デジタル化完了。 |
| 2012 | 平成 | 24   | 4    | 1        | 宇都宮・前橋両局の総合テレビ中継局が親局に変更され、栃木・群馬両県が関東広域圏から県域に変更。 |
| 2012 | 平成 | 24   | 4    | 23       | この日の放送開始からJOAK-FM（東京FM放送）の送信所を東京タワーから東京スカイツリーに変更。ただし送信点高がかなり高くなったことによる遠地混信障害のため、空中線電力は3割減の7kWに変更された。 |
| 2012 | 平成 | 24   | 8    | 8        | NHK菖蒲久喜ラジオ放送所の太陽光発電設備が完成し、発電出力2MW（=2000kW）で稼働を開始する。これにより、昼間の晴天時は、太陽光エネルギーのみで当ラジオ放送所の全ての電気が賄える様になる。 |
| 2012 | 平成 | 24   | 年内 | 年内     | 東京の総合テレビとEテレの送信所移転に向けた東京スカイツリーからの試験放送を開始。 |
| 2013 | 平成 | 25   | 2    | 1        | テレビジョン放送開始60周年を迎える。 |
| 2013 | 平成 | 25   | 3    | 31       | 東京都小笠原諸島の父島・母島両地域において全てFM波を使ったラジオ第1、第2、FM放送の中継局が設置され、放送を開始する。 |
| 2013 | 平成 | 25   | 5    | 27       | 全国配信体制が整うまでの暫定措置として、17時から「らじる★らじる」における大阪・名古屋・仙台3局のラジオ総合放送2系統（第1及びFM）の配信を地域制限を設けずに開始。 |
| 2013 | 平成 | 25   | 5    | 31       | 日本時間の9時、東京テレビジョン局の主送信所を東京タワーから東京スカイツリーに切り替え。東京タワー局は非常時の予備送信設備として残した。 |
| 2014 | 平成 | 26   | 1    | 24       | 松本正之会長が1期3年の任期を全うし退任。 |
| 2014 | 平成 | 26   | 1    | 25       | 元日本ユニシス社長の籾井勝人が第21代会長に就任。その会見の席で、いわゆる“従軍慰安婦問題”に関して述べた私見が後に大きな波紋を呼んだ。 |
| 2016 | 平成 | 28   | 6    | 1        | この日から、NHKスーパーハイビジョンの試験放送を開始。なお、放送を直接受信することのできる機器が市販されないため、全国のNHKの放送局や、パブリックビューイングなどのイベント会場で視聴することができた。 |
| 2017 | 平成 | 29   | 12   | 6        | 最高裁判所大法廷が放送受信契約の締結義務を定めた放送法64条1項について合憲判決。 |
| 2018 | 平成 | 30   | 7    | 23       | 同年12月からの本放送開始のため、NHKスーパーハイビジョンの試験放送を終了。 |
| 2018 | 平成 | 30   | 12   | 1        | 午前10時から、高精細度テレビジョン放送である「NHK BS4K」・「NHK BS8K」を開始。 |
| 2020 | 令和 | 2    | 3    | 1        | 総合・Eテレの常時同時配信・見逃し番組配信サービス「NHKプラス」が開始。 |
| 2021 | 令和 | 3    | 3    | 29       | この日から再放送や一部番組を除いて番組のエンドクレジットから「終（おわり）」の表記が廃止された。 |
| 2023 | 令和 | 5    | 11   | 30       | BS1とBSプレミアムがこの日をもって放送終了。 |
| 2023 | 令和 | 5    | 12   | 1        | BS1は「NHK BS」、BS4Kは「NHK BSプレミアム4K」として放送開始。BSプレミアムは周知放送に移行。 |
| 2024 | 令和 | 6    | 1    | 9        | 旧BSプレミアムは令和6年能登半島地震に伴い、一部時間帯で金沢局のサイマル放送を実施（1月12日からは全時間帯で実施）。 |
| 2024 | 令和 | 6    | 3    | 29       | 「NHK政治マガジン」「NHK事件記者取材note」など6サイトの更新を停止。 |
| 2024 | 令和 | 6    | 4    | 1        | 旧BSプレミアムは放送法上の区分を「臨時目的放送」に変更したうえで地震被災地向けサイマル放送を継続。 |
| 2024 | 令和 | 6    | 6    | 30       | 旧BSプレミアムの地震被災地向けサイマル放送を終了。 |
| 2025 | 令和 | 7    | 3    | 22       | 放送100周年。 |
| 2025 | 令和 | 7    | 3    | 30       | ワンセグのデータ放送を終了。 |